# Louis Jacques Bresnier
Louis Jacques Bresnier (spr. brenjeh) (* 11. April 1814 in Montargis; † 21. Juni 1869 in Algier) war ein französischer Arabist.
Er begann als einfacher Schriftsetzer auf eigene Faust orientalische Studien und brachte es bald so weit, dass er die Vorlesungen Marcels, Étienne Marc Quatremère und Antoine-Isaac Silvestre de Sacys besuchen konnte, wodurch er sich gründliche Kenntnisse der arabischen Sprache und Literatur aneignete. Als die französische Regierung beschloss, einen Lehrstuhl für Arabisch in Algier einzurichten, wurde Bresnier dafür ausgewählt (1836) und er entfaltete eine bedeutende Lehrwirksamkeit.
Seine Hauptwerke sind:
- Cours pratique et théorique de la langue arabe (2. Auflage, Algier 1855);
- Anthologie arabe élémentaire (Algier 1852);
- Chrestomathie arabe (2. Auflage, Algier 1856);
- Principes élémentaires de la langue arabe (Algier 1867).

Dieser Artikel basiert auf einem gemeinfreien Text aus Meyers Konversations-Lexikon, 4. Auflage von 1888 bis 1890.
| Personendaten    | Personendaten           |
| ---------------- | ----------------------- |
| NAME             | Bresnier, Louis Jacques |
| KURZBESCHREIBUNG | französischer Arabist   |
| GEBURTSDATUM     | 11. April 1814          |
| GEBURTSORT       | Montargis               |
| STERBEDATUM      | 21. Juni 1869           |
| STERBEORT        | Algier                  |